# 其他條件不變
其他條件不變是對拉丁文片語 ceteris paribus（英語：all else equal）的中譯，意思是“其他條件相同”，英文簡稱為 cp 前提。這個短語的意義為“其他事物保持不變”或“所有其他事物保持不變”。所有理論都必須透過假設其他條件不變來簡化現實，以在最簡單且具代表性的環境下進行研究，凸顯研究者感興趣的關係。它是一個分析上使用的前提假設：在其他變數的值不變時，用來分析兩變數之間的關係。:44:33
如果一個理論或模型，以干預的方式消除其它可能因子的影響，而在這樣的先決條件下通常能產生近乎正確的預測結果，那麼關於兩種事態之間的經驗、因果或邏輯關係的預測或陳述，即必須有其他條件不變的假設前提。一個其他條件不變的假設往往是科學實驗研究的關鍵，科學家在研究中篩選出受觀測對象之間的因素，試圖找出各因素在不同條件時，對於所提理論或模型的影響程度；例如，流行病學家可能試圖將獨立變量控制為可能影響因變量的因素- 感興趣的結果或影響。同樣在學術的建模過程中，這樣簡化的假設允許闡明在探究範圍內相關的概念。
關於其他條件不同前提的科學哲學正在進行辯論。在逻辑实证主义觀點上，基礎物理傾向於陳述一般普遍的規律；在其他領域如生物學、心理學和經濟學，則傾向於陳述在普通條件下成立，但可能會有例外的規律。對普遍規律的關注是將物理學區分為基礎科學的標準，而 cp 前提，在其它學術領域中有特別的引導地位。這種區分假設了一種邏輯的經驗主義科學觀。它不適用於對科學發現的拆解機械式研究。儘管機械式拆解是有效的研究方法，但機械式拆解或以 cp 前提是否應為理論、模型的適當研究方法，仍有分歧的不同意見。

## 外部連結
- PhilPapers上的Ceteris paribus laws
- Ceteris paribus laws，Indiana Philosophy Ontology Project
- Listen to Ceteris Paribus （页面存档备份，存于）